# Licence en électronique, énergie électrique, automatique
La licence d'électronique, énergie électrique, automatique est un diplôme national de l'enseignement supérieur français de premier cycle universitaire. L’obtention de cette licence permet la poursuite d’études universitaires vers le grade de master ou l’insertion dans la vie professionnelle.

## Présentation
La licence est d'une durée de six semestres. Des enseignements fondamentaux sont dispensés dans les disciplines générales inhérente à la mention de la licence, ainsi que d’autres disciplines (langues vivantes, sport…) en complément afin d'éviter un cloisonnement.
Concrètement, le diplôme s’obtient par acquisition de chaque unité d’enseignement (UE) du programme, ou par application des modalités de compensation. Les notes au sein d’un semestre se compensent en effet, ainsi que les notes au sein d'une même année (règle de la moyenne générale pondérée).
Il n’y a pas de notes éliminatoires, et le contrôle des connaissances (le contrôle continu est l’objet d’une application prioritaire, mais les examens terminaux sont tolérés) est organisé en deux sessions (initiale et « de rattrapage »). L’unité d’enseignement est définitivement acquise et capitalisable dès que la moyenne y est obtenue.
Les modalités de progression d’un semestre à l’autre ne sont pas précisées dans l’arrêté. Les années sont couramment appelées « L1 », « L2 » et « L3 ». Les crédits européens (système ECTS) sont délivrés à chaque fois que les UE sont acquises. Chaque semestre acquis vaut 30 ECTS ; chaque élément constitutif d'une unité d'enseignement, dont la valeur en crédits est également fixée, est également capitalisable. La licence vaut 180 crédits. Quand le diplôme est remis, il est accompagné par une « annexe descriptive » des enseignements suivis.

## Matières enseignées
Elles représentent un minimum de 1 500 heures de cours sur 3 ans, avec ou sans stage. En plus des enseignements disciplinaires, la licence assure une formation linguistique, transversale (expression écrite et orale, exploitation des ressources documentaires, maniement des outils numériques…) et pré-professionnelle (connaissances des métiers, projet professionnel).
Cette formation comprend également des travaux dirigés (TD) à choisir parmi ses enseignements fondamentaux (deux à trois TD suivant les universités).

## Orientation en Master
Le code de l'éducation fixe une liste des compatibilités des diplômes nationaux de licence avec les diplômes nationaux de master. Les recteurs d'académies et les universités s'appuient sur cette liste pour donner une admission aux étudiants souhaitant poursuivre leurs études.
| Diplôme national de licence                    | Liste des diplômes nationaux de masters compatibles                            |
| ---------------------------------------------- | ------------------------------------------------------------------------------ |
| Electronique, énergie électrique, automatique. | Automatique, robotique.                                                        |
| Electronique, énergie électrique, automatique. | Acoustique.                                                                    |
| Electronique, énergie électrique, automatique. | Energie.                                                                       |
| Electronique, énergie électrique, automatique. | Electronique, énergie électrique, automatique.                                 |
| Electronique, énergie électrique, automatique. | Génie industriel.                                                              |
| Electronique, énergie électrique, automatique. | Ingénierie de l'image, ingénierie du son.                                      |
| Electronique, énergie électrique, automatique. | Ingénierie des systèmes complexes.                                             |
| Electronique, énergie électrique, automatique. | Instrumentation, mesure, métrologie.                                           |
| Electronique, énergie électrique, automatique. | Nanosciences et nanotechnologies.                                              |
| Electronique, énergie électrique, automatique. | Optique, image, vision, multimédia.                                            |
| Electronique, énergie électrique, automatique. | Réseaux et télécommunication.                                                  |
| Electronique, énergie électrique, automatique. | Traitement du signal et des images.                                            |
| Electronique, énergie électrique, automatique. | Transport, mobilités, réseaux.                                                 |
| Electronique, énergie électrique, automatique. | Métiers de l'enseignement, de l'éducation et de la formation (MEEF), 2e degré. |